# Atletisme als Jocs Olímpics d'Estiu de 1928 - 10.000 metres masculins
Els 10.000 metres masculins va ser una de les proves del programa d'atletisme disputades durant els Jocs Olímpics d'Amsterdam de 1928. La prova es va disputar el 29 de juliol de 1928 i hi van prendre part 24 atletes de 12 nacions diferents.

## Medallistes
| Or                | Plata              | Bronze           |
| Paavo Nurmi (FIN) | Ville Ritola (FIN) | Edvin Wide (SWE) |

## Rècords
Aquests eren els rècords del món i olímpic que hi havia abans de la celebració dels Jocs Olímpics de 1928.
| Rècord del Món | 30' 06.2" | Paavo Nurmi  | Kuopio (FIN) | 31 d'agost de 1924  |
| Rècord Olímpic | 30' 23.2" | Ville Ritola | París (FRA)  | 6 de juliol de 1924 |

Paavo Nurmi va establir un nou rècord olímpic amb 30' 18.8".

## Resultats
| Pos. | Atleta               | Nació          | Temps      | Notes |
| ---- | -------------------- | -------------- | ---------- | ----- |
| 1    | Paavo Nurmi          | Finlàndia      | 30:18.8    | RO    |
| 2    | Ville Ritola         | Finlàndia      | 30:19.4    |       |
| 3    | Edvin Wide           | Suècia         | 31:00.8    |       |
| 4    | Jean-Gunnar Lindgren | Suècia         | 31:26.0    |       |
| 5    | Arthur Muggridge     | Regne Unit     | 31:31.8    |       |
| 6    | Ragnar Magnusson     | Suècia         | 31:37.2    |       |
| 7    | Toivo Loukola        | Finlàndia      | 31:39.0    |       |
| 8    | Kalle Matilainen     | Finlàndia      | 31:45.0    |       |
| 9    | Wally Beavers        | Regne Unit     | 31:48.0    |       |
| 10   | John Suttie Smith    | Regne Unit     | 31:50.0    |       |
| 11   | Robert Marchal       | França         | Desconegut |       |
| 12   | George Constable     | Regne Unit     | Desconegut |       |
| 13   | Arturo Peña          | Espanya        | 32:21.8    |       |
| 14   | Joie Ray             | Estats Units   | Desconegut |       |
| 15   | Staņislavs Petkēvičs | Letònia        | Desconegut |       |
| 16   | Seghir Beddari       | França         | Desconegut |       |
| 17   | Karel Nedobitý       | Txecoslovàquia | Desconegut |       |
| 18   | Julien Serwy         | Bèlgica        | Desconegut |       |
| 19   | Juichi Nagatani      | Japó           | Desconegut |       |
| 20   | Danie Jacobs         | Sud-àfrica     | Desconegut |       |
| —    | Henri Lauvaux        | França         | DNF        |       |
| —    | Macauley Smith       | Estats Units   | DNF        |       |
| —    | John Romig           | Estats Units   | DNF        |       |
| —    | D. B. Chavan         | Índia          | DNF        |       |